# 原臺南刑務所合宿
原臺南刑務所合宿位於臺南市中西區，於民國九十二年（2003年）5月13日公告為臺南市市定古蹟，其名稱裡的刑務所指的即是原位於今大億麗緻酒店和新光三越台南新天地上的「臺南刑務所（臺南監獄）」。然而由於管理不當，而在民國九十四年（2005年）9月11日失火，現只餘碳化的木構件。原本附近還有更多的刑務所宿舍，但現已拆除並計畫做為綠地，目前除合宿遺跡之外刑務所宿舍群還剩下同為市定古蹟的原臺南刑務所要道館、原臺南刑務所官舍與歷史建築原臺南刑務所長宿舍。於民国109年（2020年）8月12日合併指定為古蹟「原臺南刑務所木造建築群」。

## 沿革
在臺灣日治時期的明治三十三年（1900年）設立了臺南刑務所後，約在明治三十九年至四十四年（1906年－1911年）期間於刑務所西邊及北邊形成了宿舍區，因此後仍陸續增建，所以該區從1906年到1930年代的建築都有，而該合宿是屬於1930年代的建築。合宿為職員宿舍的別稱，而台南刑務所合宿舍在1941年經台南刑務所職員投票命名為「自修寮」，並在第十八號宿舍的入口設立了自修寮的名稱看板。
該建築被指定為市定古蹟後，因管理不當而於2005年9月11日失火，身為管理單位的臺南監獄在之後並提案要求廢除該建築的古蹟指定，但因從殘跡仍可看出一些結構且仍具歷史意義，另外也擔心廢除其古蹟資格會引起不良影響，成為有心人士廢除古蹟指定的手段，故仍將該建築指定為市定古蹟。

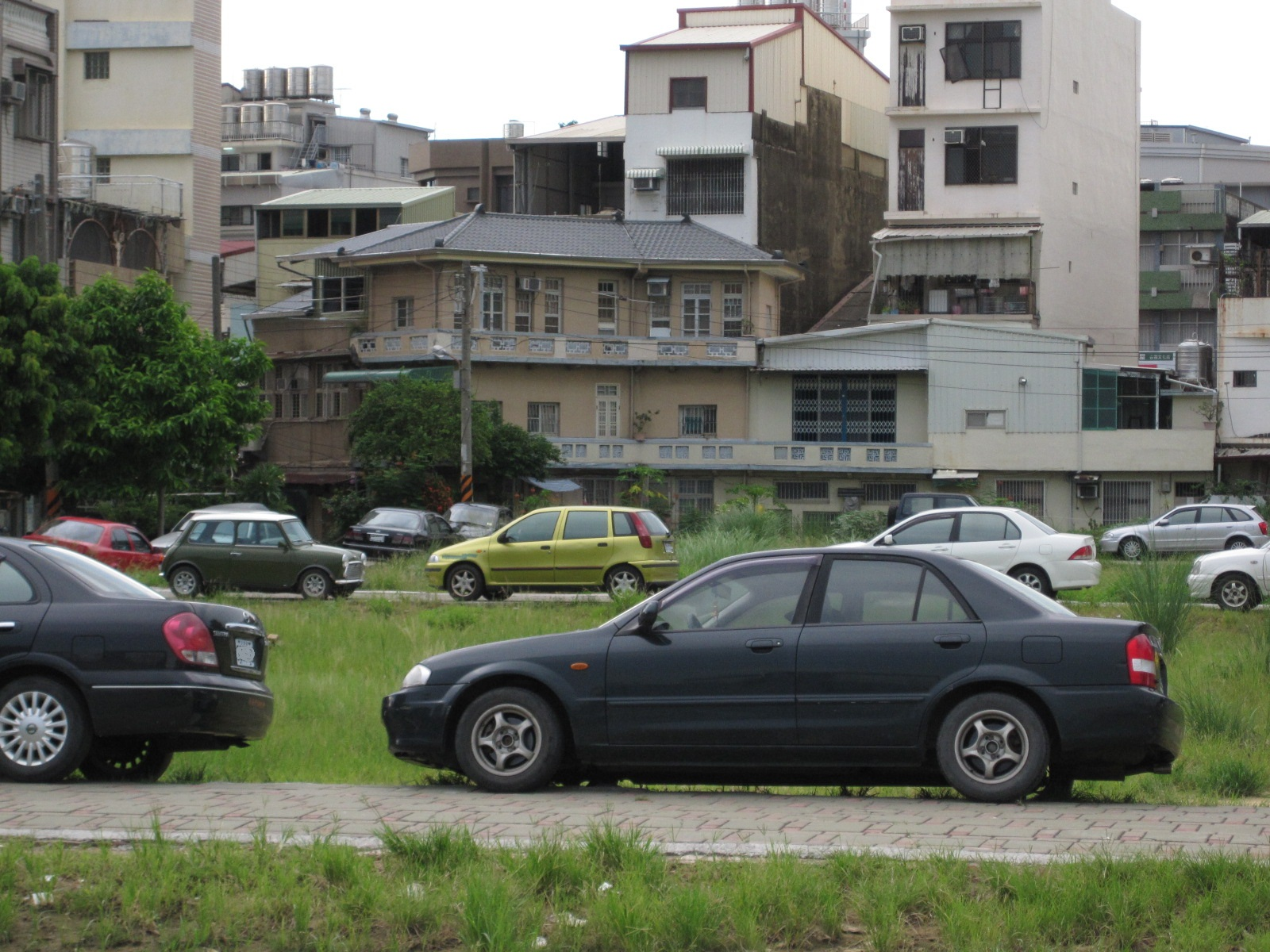
刑務所宿舍群被拆除後的空地，將來要開發為公園綠地。

## 建築特色
該建築為單身職員的宿舍，坐西朝東，布局類似四合院。其三面為住宅，正對入口的西邊為合宿的食堂，而東邊的入口為隧道式通道，並不寬敞。